# Anton Turk (založnik)
Anton Turk, slovenski založnik in knjigarnar, * 16. januar 1856, Ljubljana, † 29. april 1934, Ljubljana.

## Življenje in delo
Turk se je izučil za knjigoveza in kot knjigovezniški pomočnik prepotoval mnogo dežel. Leta 1881 je v Ljubljani odprl svojo delavnico in kmalu začel izdajati knjige. Izdajal je slovarje zabavne, poučne, poljudnoznanstvene ter popularne in druge knjige. Bil je prvi sodobni založnik, ki je izdajal le knjige za najširši krog bralcev; nekatere so izšle v več ponatisih. Turkove založbe je tiskal A. Slatnar v Kamniku. 